# Valongo de Milhais
Valongo de Milhais é uma povoação portuguesa sede da Freguesia de Valongo de Milhais do Município de Murça, freguesia com 22,38 km² de área e 265 habitantes (censo de 2021), tendo, por isso, uma densidade populacional de 11,8 hab./km².
A freguesia compreende os lugares de Carvas, Ribeirinha, Serapicos e Valongo de Milhais.
A população dedica-se à agricultura, sobretudo vinha, olival, castanha, pecuária e floresta. O baldio de Carvas e Valongo de Milhais estão ocupados com floresta de pinheiro-bravo e carvalho.
A freguesia ganhou o nome da sua principal localidade "Valongo de Milhais", onde nasceu o famoso Soldado Milhões. É também em homenagem a este que a localidade, que se chamava apenas Valongo, passou-se a chamar Valongo de Milhais em 1924.

## Demografia
A população registada nos censos foi:
| Distribuição da População por Grupos Etários | Distribuição da População por Grupos Etários | Distribuição da População por Grupos Etários | Distribuição da População por Grupos Etários | Distribuição da População por Grupos Etários |
| -------------------------------------------- | -------------------------------------------- | -------------------------------------------- | -------------------------------------------- | -------------------------------------------- |
| Ano                                          | 0-14 Anos                                    | 15-24 Anos                                   | 25-64 Anos                                   | > 65 Anos                                    |
| 2001                                         | 58                                           | 57                                           | 198                                          | 129                                          |
| 2011                                         | 19                                           | 36                                           | 161                                          | 113                                          |
| 2021                                         | 13                                           | 12                                           | 113                                          | 127                                          |

## Núcleo Museológico Soldado Milhões
A casa onde o Soldado Milhões nasceu em 1895 foi musealizada e transformada num centro de memória de todos murcenses que participaram na guerra. O núcleo museológico é uma casa interativa e não um museu no seu formato tradicional inaugurada em 10 de abril de 2023, pelo presidente da república Marcelo Rebelo de Sousa.